# Kristanna Loken
Kristanna Sommer Loken (født 8. oktober 1979) er en norsk-amerikansk skuespiller, kendt for sit arbejde inden for både film og tv samt som model.

## Unge år
Loken blev født i Ghent, New York, som datter af Rande (født Porath), en model, og Merlin "Chris" Loken, en forfatter og ejer af en æbleplantage. Alle hendes fire bedsteforældre er født i Norge og emigrede til Wisconsins norsk-amerikanske samfund. Hun voksede op på sine forældres frugtplantage i Upstate New York.  Hun har en søster, der hedder Tanya.

## Karriere
Loken startede sin skuespillerkarriere i 1994 i rollen som "Danielle 'Dani' Andropoulos #3" i en episode af As The World Turns, og optrådte efterfølgen i en række tv-shows og film, heriblandt gentagne optrædener i tv-showet Philly, Unhappily Ever After, samt Boy Meets World. I 1998 optrådte hun i Mortal Kombat: Conquest" som "Taja"
Hun er bedst kendt for sin rolle som cyborgen T-X (Terminatrix) i filmen Terminator 3: Rise of the Machines fra 2003. I 2004 medvirkede hun i en tysk tv-film, Die Nibelungen, der blev sendt som en todelt mini-serie og satte seerrekord. Efterfølgende, i 2006, spillede hun hovedrollen i filmversionen af videospillet BloodRayne og optrådte i Uwe Bolls filmversion af videospillet Dungeon Siege, kaldet In the Name of the King.
Hun optrådte i ti episoder af fjerde sæson af The L Word, der blev vist i januar 2007. Desuden optrådte hun som hovedrollen i Sci Fi Channels serie Painkiller Jane, der blev vist fra april til september 2007.

## Personligt liv
Loken udtalte i et interview med bladet Curve "I have dated and have had sex with men and women, and have to say that the relationships I have had with certain women have been much more fulfilling, sexually and emotionally, than of those with certain men... I connect with an aura, with energy. And if the person with whom I connect happens to be a female, that's just the way it is. That's what makes my wheels turn."
Loken fremkalde de første offentlige spekulationer omkring sin seksualitet da hun kyssede sangerinden P!nk ved World Music Awards i Monte Carlo, Monaco. The Advocate og andre LGBT nyhedskilder rapporterede i november 2006, at Loken måske havde et romantisk forhold med skuespillerinden Michelle Rodriguez, hendes medstjerne i Bloodrayne. Udspurgt om forholdet i april 2007 sagde Kristanna Loken "We're great friends. She'll always remain a great, close friend of mine. I'll always love Michelle."
Den 17. januar 2008 meddelte Loken på sin hjemmeside, at hun var blevet forlovet med skuespilleren Noah Danby (som hun havde spillet sammen med i Painkiller Jane). Parret blev gift på hendes forældres landsted 10. maj 2008.

## Filmografi
| År   | Titel                                         | Rolle          | Noter          |
| 1997 | Academy Boyz                                  | Linda Baker    |                |
| 2000 | Gangland                                      | Angie          |                |
| 2001 | Panic                                         | Josie          |                |
| 2003 | Terminator 3: Rise of the Machines            | T-X            |                |
| 2004 | Worn Like a Tattoo                            | Mary's Mother  | Dramatic short |
| 2004 | Dark Kingdom: The Dragon King                 | Queen Brunhild |                |
| 2006 | BloodRayne                                    | Rayne          |                |
| 2006 | Lime Salted Love                              | Zepher Genesee |                |
| 2007 | In the Name of the King: A Dungeon Siege Tale | Elora          |                |

## Tv
| År        | Titel                                        | Rolle                   | Noter                                                         |
| 1994      | As the World Turns                           | Danielle Andropoulos #3 |                                                               |
| 1995      | New York Undercover                          | Rena                    | Episode: "Young, Beautiful and Dead"                          |
| 1996      | Law & Order                                  | Sonya Dubrow            | Episode: "Savior"                                             |
| 1996      | Aliens in the Family                         | Tiffany Kindall         |                                                               |
| 1996-1997 | Unhappily Ever After                         | Sable O'Brien           | 8 episoder                                                    |
| 1997      | Lois & Clark: The New Adventures of Superman | Penny Barnes            | Episode: "AKA Superman"                                       |
| 1997      | Star Trek: Voyager                           | Malia                   | Episode: "Favorite Son"                                       |
| 1997      | Just Shoot Me!                               | Kristanna               | Episode: "In Your Dreams"                                     |
| 1996-1998 | Boy Meets World                              | Jennifer Bassett        | 2 episoder: "An Affair to Forget" & "First Girlfriends' Club" |
| 1997-1998 | Pensacola: Wings of Gold                     | Janine Kelly            | 11 episoder                                                   |
| 1998-1999 | Mortal Kombat: Conquest                      | Taja                    | Tilbagevendende rolle                                         |
| 1999      | Sliders                                      | Catherine Clark         | Episode: "Revelations"                                        |
| 1999      | Pacific Blue                                 | Officer Claire Keene    | 2 episoder: "Blue Hawaii: Part 1" & "Blue Hawaii: Part 2"     |
| 2000      | D.C.                                         | Sarah Logan             |                                                               |
| 2001-2002 | Philly                                       | A.D.A. Lisa Walensky    | 8 episoder                                                    |
| 2007      | Painkiller Jane                              | Jane Vasco              | Seriestjerne                                                  |
| 2007-2008 | The L Word                                   | Paige Sobel             | 10 episoder                                                   |